# ۸۶۶ (قمری)
۸۶۶ (قمری)، هشتصد و شصت و ششمین سال در گاهشماری هجری قمری است. اول محرم این سال برابر با پانزدهم اکتبر سال ۱۴۶۱ میلادی است.